# Humberto Fierro
Humberto Fierro Jarrín (Quito, Ecuador, 17 de junio de 1890-Quito, 23 de agosto de 1929) fue un poeta ecuatoriano perteneciente a la denominada Generación decapitada, compuesta por varios poetas de principios del siglo XX.

## Biografía
Hijo de una familia pudiente conformada por el Sr. Enrique Fierro Rosero y de la Sra. Amalia Jarrín Zapata. Adquirió esmerada educación en las propiedades de sus padres, en Quito y Miraflores en Cayambe, por lo que desde adolescente dedicó mucho tiempo a la lectura de sus autores y poetas favoritos. Sería el tercer hijo de un total de diez hermanos. Además desde niño tuvo la oportunidad de gozar con de muchas comodidades debido al trasfondo de su familia. Esto a su vez le permitiría dedicarse a las artes y la escritura con mucha pasión. Mientras sus hermanos buscaban aventuras viajando, especialmente a Europa, Humberto prefería quedarse leyendo y explorando sus mundo literario. Dentro de sus intereses destacaban lecturas filosóficas y científicas, y en lo literario sobre todo de los poetas franceses simbolistas y parnasianos. Perteneció a la generación modernista e hizo gran amistad con Arturo Borja, Ernesto Noboa y Caamaño, por lo que formó parte del grupo de poetas al que el escritor Raúl Andrade calificó como la «Generación Decapitada» a quien se sumaría Medardo Ángel Silva.

### Escritos
Sus principales obras están reunidas en sus dos poemarios «El Laúd en el Valle» y «La Velada Palatina», que incluyen, entre otros, sus poemas «Tu Cabellera», «Los Niños», «Hojas Secas», «Romance de Cacería», «A Clori», como los más destacados. Su poesía se caracteriza por ser de una sensibilidad extrema. El primer poemario se publicó gracias en parte a que Arturo Borja lo insistió a que lo haga por lo que saldría en 1919. Por otro lado "La Velada palatina", sería editada después de su muerte, en 1949.

### Muerte
A diferencia de Borja y Silva, no tendría una muerte temprana alrededor de los veinte años y desarrollaría su vida profesional como amanuense en una oficina del ministerio público. A partir de 1920 llevó una vida bohemia, pero sin excesos, y en las noches se reunía con sus amigos y poetas en diferentes bares de la ciudad de Quito, hasta que la muerte lo sorprendió repentinamente el 23 de agosto de 1929, cuando apenas tenía 39 años de edad, dos años después de la muerte de Ernesto Noboa y Caamaño, lo que pondría fin a la generación de poetas decapitados. Las causas de su muerte no están muy definidas pero se conoce que, dando un paseo por el monte, se cayó bruscamente y perdió la vida, mientras que otros afirman que se suicidó.

## Legado
Ante su muerte en 1929 fue recordado con una entrada en la revista del Grupo América donde lo describían tanto en vida y obra de la siguiente manera:

Su verso, lavado en el agua simbolista, es prisma que refleja las figuras de la época, pero se viste de nuevos colores. En él únense para formar una vida lírica distinta, el sentimiento que no se traduce en lamentaciones y una como amable memoria de los libros, de la mitología, de los cuentos, algo que es remembranza de horas antiguas y que adquiere sabor actual en los instantes que el poeta los hace suyos. Fugacidad y amor que se dijera perdurable, alterno goce, espíritu "muy antiguo y muy moderno", especialísimo sentido que dijéramos ecuménico, son las cualidades que siempre nos han instado a buscar la obra poética de Humberto Fierro, que no se olvida tal vez porque en su raíz hay una ligera frescura de abono filosófico, en su rama la figura siempre tersa y distinta de una concepción clara y en su flor aparte de un tono que no exalta, que no es escindido ni pálido, la originalidad de una esencia que trae para nuestro camino por los huertos líricos, aroma suave como fuera el de una sonrisa que sabe y perdona, que dispersó por muchos lugares su menuda alegría de la tarde, pero que al fin no fue prisionera de ninguno de ellos.
Augusto Arias - Revista América N° 38-39